# Zadubriwka
Zadubriwka (ukr. Задубрівка) – wieś na Ukrainie, w obwodzie czerniowieckim, w rejonie czerniowieckim, w hromadzie Horiszni Szeriwci. W 2001 roku liczyła 964 mieszkańców, spośród których 944 wskazało jako ojczysty język ukraiński, 8 rosyjski, 8 mołdawski, 1 rumuński, 1 białoruski, 1 ormiański, a 1 polski.
W 1900 roku gmina oraz obszar dworski Zadubriwka należały do okręgu Czerniowce w Bukowinie. Gmina zajmowała wówczas powierzchnię 607 ha i miała 889 mieszkańców w 231 domach, w większości rusińskojęzycznych grekokatolików, natomiast obszar dworski zajmował powierzchnię 303 ha i miał 53 mieszkańców w 14 domach, w tym 29 żydów, 16 grekokatolików i 8 katolików.
W czerwcu 1915 roku pod Zadubriwką walczył 3 pułk piechoty Legionów Polskich. 